# Ругстад, Сольвейг
Со́львейг Ру́гстад (норв. Solveig Rogstad; 31 июля 1982, Нур-Эурдал) — норвежская биатлонистка. Начала заниматься биатлоном в 1992 году. Впервые выступила в Кубке мира в сезоне 2004/05 на этапе в Эстерсунде, где заняла 72-е место в спринте. Первые серьёзные успехи пришли в сезоне 2007/08, по итогам которого в общем зачёте заняла 14-е место. Также выиграла гонку преследования в Рупольдинге. В том же сезона принимала участие в пяти гонках Чемпионата мира по биатлону, где её лучшим результатом было 10-е место в индивидуальной гонке. В следующем сезоне одержала эстафетную победу на этапе в Хохфильцене и принимала участие в Чемпионате мира, но особых успехов не добилась.
Участница Олимпийских игр в Ванкувере: в эстафете была четвёртой, а в индивидуальной гонке — 61-й.
В сезоне 2010/2011 в состав основной сборной Норвегии не пробилась и приняла участие лишь в одной гонке Кубка мира: на шестом этапе в Антерсельве она стала 64-й в спринте. Большую часть сезона выступала на Кубке IBU, в общем зачете которого расположилась на пятой позиции.
Также участвовала в чемпионате мира по лыжным гонкам среди военных 2005 года.
В ноябре 2011 года заявила о завершении карьеры в возрасте 29 лет.

## Кубок мира
- 2007—2008 — 14-е место
- 2008—2009 — 24-е место
- 2009—2010 — 91-е место